# Laurent Greilsamer

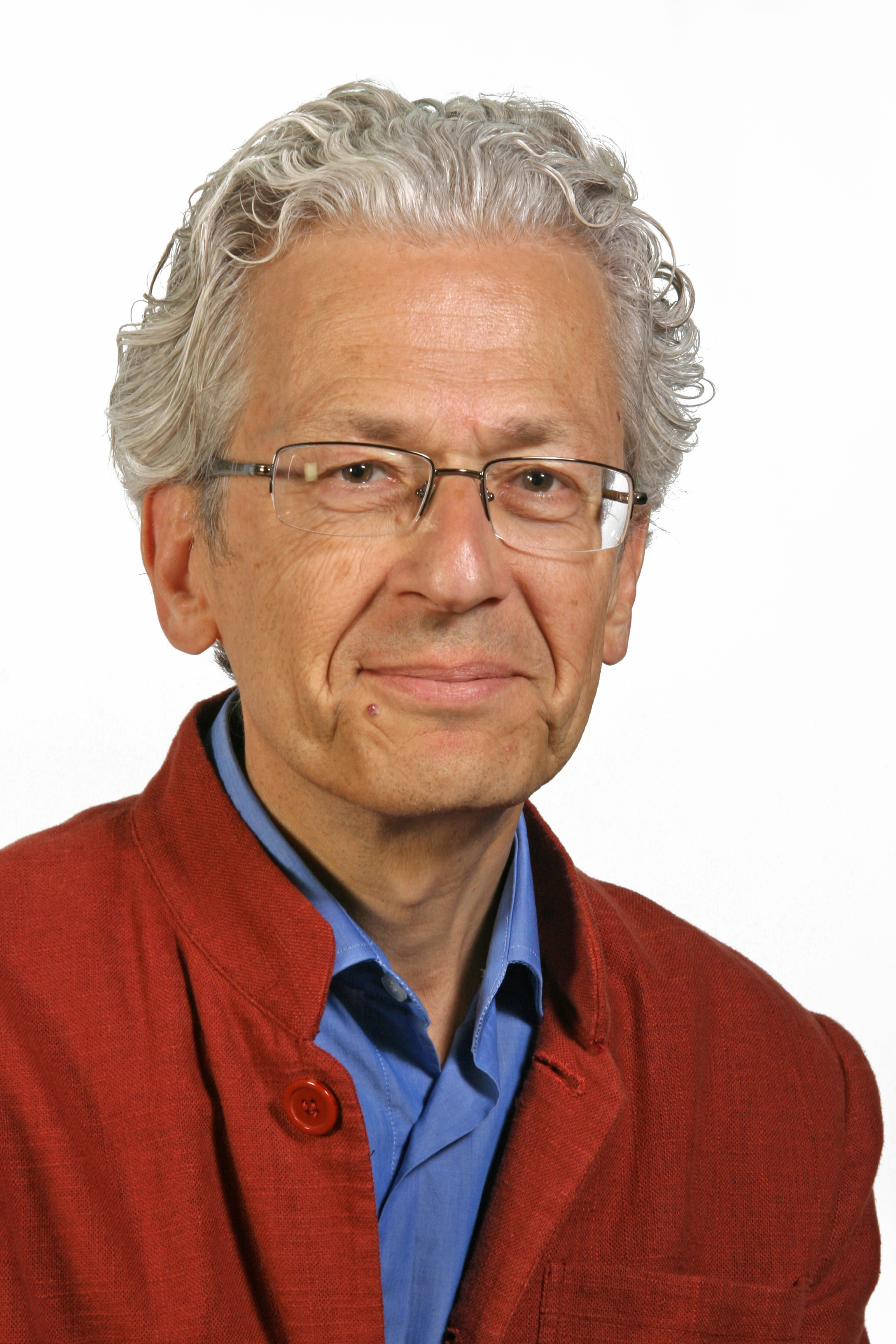
Laurent Greilsamer (2012)

Laurent Greilsamer (* 2. Februar 1953 in Neuilly-sur-Seine; † 8. November 2023) war ein französischer Journalist und Schriftsteller.

## Veröffentlichungen
- Les plans de la mort, in: Le Monde, 26./27. September 1993.[2]